# Поташова, Ольга Дмитриевна
О́льга Дми́триевна Поташо́ва (р. 26 июня 1976, Потсдам, ГДР) — российская волейболистка и волейбольный тренер, член сборной России в 2000—2001 годах. Серебряный призёр Олимпийских игр 2000, чемпионка Европы 2001, чемпионка России 2000. Нападающая. Заслуженный мастер спорта России. Одна из самых высоких волейболисток мира (рост 204 см).

## Биография
Начала заниматься волейболом в Москве. Выступала за команды: 1993—1999 — ЦСКА (Москва), 1999—2000 — «Уралочка» (Екатеринбург), 2000—2002 — «Капо Суд» (Реджо-ди-Калабрия, Италия), 2002—2003 — «Деспар Сирио» (Перуджа, Италия). В 2003—2006 являлась играющим тренером команды «Факел» (Новый Уренгой).
Чемпионка России 2000. 2-й призёр чемпионата России 1994—1997, 3-й призёр 1998. Обладатель Кубка России 1998. Чемпионка Италии 2001 и 2003, обладатель Кубка Италии 2001 и 2003. Обладатель Кубка кубков ЕКВ 1998. Финалист Кубка европейских чемпионов и Лиги чемпионов 2000 и 2001.
В составе женской молодёжной сборной России стала чемпионкой мира 1993.
В составе сборной России выступала в 2000—2001 годах. В её составе: серебряный призёр Олимпийских игр 2000, двукратный призёр Гран-при (2000 и 2001), чемпионка Европы 2001.
После завершения игровой карьеры работает тренером в новоуренгойском «Факеле». С 2011 - исполняющая обязанности главного тренера команды.

## Награды и звания
- Заслуженный мастер спорта России
- Медаль ордена «За заслуги перед Отечеством» I степени (19 апреля 2001) — за большой вклад в развитие физической культуры и спорта, высокие спортивные достижения на Играх XXVII Олимпиады 2000 года в Сиднее [2]

## Источник
- Волейбол: Энциклопедия / Сост. В. Л. Свиридов, О. С. Чехов. — Томск: Компания «Янсон», 2001.